# Escape (manga)
Pour les articles homonymes, voir Escape.
Escape (エスケープ, Esukeipu) est un manga de Ai Yazawa. Il s'agit d'un recueil de nouvelles.
Il n'a pas encore été, à ce jour, publié en francophonie.

## Histoire

### Escape
Kaoru Satô (佐藤　薫), deuxième année de collège, se sent rejetée par tous, malheureuse en amour, solitaire. Le professeur qu'elle aime va se marier avec une autre, Shôko. Humiliée par des troisièmes années, Kaoru pense plusieurs fois à mourir.
Ce n'est que lorsqu'elle atteindra le fond de son désespoir qu'elle commencera à apprécier la gentillesse dont font preuve les gens autour d'elle.

### haru nanoni
春なのに signifie "au printemps"

### shiro no field
白のフィールド signifie "champ blanc"

### kimi no tame no sayonara
君のためのさよなら signifie "Au revoir, pour toi"